# Krzysztof Lang
Krzysztof Ignacy Lang (ur. 2 czerwca 1950 w Warszawie) – polski reżyser i scenarzysta.

## Życiorys
Ukończył w 1968 XIV Liceum Ogólnokształcące im. Klementa Gottwalda w Warszawie, w 1973 chemię na Uniwersytecie Warszawskim oraz w 1981 Wydział Filmowo-Telewizyjny na Uniwersytecie Śląskim. Działał w ruchu amatorskim w klubie studenckim „Stodoła”. Był członkiem Zespołu Filmowego „X”. W latach 1982–1987 pracował na etacie reżysera w Wytwórni Filmów Dokumentalnych w Warszawie. Jest współwłaścicielem i prezesem firmy producenckiej TFT Studio.
Zajmuje się filmem fabularnym, dokumentalnym, krótkometrażowym i historycznym. Wyreżyserował 16 spektakli Teatru Telewizji. Reżyserował także przedstawienia w Teatrze Współczesnym w Warszawie oraz w Teatrze Łuny w Moskwie.

## Filmografia

### Filmy pełnometrażowe
- 1979 – Klincz – asystent reżysera
- 1983 – Wierna rzeka – współpraca reżyserska
- 1984 – Remis – reżyseria, scenariusz
- 1991 – Papierowe małżeństwo – reżyseria, scenariusz
- 1993 – Ewangelia według Harry’ego (Gospel according to Harry) – asystent reżysera
- 1995 – Prowokator (nominacja do nagrody Złote Lwy)
- 2000 – Strefa ciszy (nominacja do nagrody Złote Lwy)
- 2009 – Miłość na wybiegu – reżyseria
- 2010 – Śniadanie do łóżka – reżyseria
- 2015 – Słaba płeć? – reżyseria
- 2017 – Ach śpij kochanie – reżyseria
- 2022 – Marzec ’68 – reżyseria

### Filmy krótkometrażowe i dokumentalne
- 1982 – Rozmowa 1982
- 1985 – Petrochemia
- 1985 – Gdybyś przyszedł pod tę ścianę
- 1985 – Troszkę dobrze
- 1987 – K-2
- 1988 – Requiem
- 1988 – Twarde lądowanie
- 1988 – Tango Aconcagua
- 1988 – Ludzie na Baltoro
- 1992 – Kabaret pod Egidą
- 1992 – Palec historii, czyli historia palca Narożniaka Jana
- 1993 – Lisowczycy
- 1994 – Powstanie Warszawskie 1944
- 1996 – Adampol - Polonezkoy
- 1996 – Historia opozycji
- 1997 – Paradajz
- 1998 – Egzarcha Stefan
- 1999 – Danczo i monastery, Reżyseria: Yves Goulais
- 2000 – Klinika cudów
- 2000 – Kobiety prowincjonalne
- 2001 – Paryż Władysława Lubomirskiego
- 2001 – Klątwa skarbu Inków
- 2002 – Adrenalina
- 2003 – Prawdziwe psy - Krzysiek i Sławek
- 2004 – Witajcie w domu
- 2005 – Przestrzenie Banacha
- 2008 – Obrona Lwowa (dokumentalny)

### Seriale
- 1999–2000 Lot 001 – reżyseria odc. 1, 3–4, 6, 8, 10
- 1999–2000 Trędowata – reżyseria odc. 14–15
- 2000 – Klinika cudów
- 2001 – Prawdziwe psy
- 2002–2003 Gorący temat – reżyseria odc. 13–16
- 2003 – Bao-Bab, czyli zielono mi – reżyseria odc. 2–5, 7, 11–12
- 2004–2006 – Fala zbrodni – reżyseria odc. 15–33, 44–47, 50
- 2005 – Dziki 2: Pojedynek – reżyseria
- 2007 – Prawo miasta – reżyseria
- 2005–2007 Magda M. – reżyseria odc. 23–45
- 2008 – Wydział zabójstw – reżyseria odc. 1, 4, 7–9, 12–14, 16, 18, 20, 24–25, 29–30, 35–40, 42, 44
- 2012–2022 Komisarz Alex – reżyseria odc. 14–18, 22–26, 32–46, 53–55, 61–73, 79–85, 113–125, 132, 144–147, 152–158, 165–171, 180, 182–183, 185–186, 188,  197, 209–214
- 2022 – Kres niewinności – reżyseria
- 2023 – Matylda – reżyseria

### Role aktorskie
- 1991 – Tak tak jako lekarz na porodówce
- 1993 – Pora na czarownice jako reżyser reportażu o bezdomnych z Dworca Centralnego
- 1993 – Balanga jako policjant
- 2008 – Wydział zabójstw jako reżyser Bronek Kornacki

## Nagrody
- 1992 – Łagów (Lubuskie Lato Filmowe) Srebrne Grono za Papierowe małżeństwo